# Up (альбом R.E.M.)
Up — одинадцятий студійний альбом американського альтернативного рок-гурту R.E.M., що був випущений 1998 року. Це перший лонгплей гурту без постійного барабанщика Білла Беррі, який покинув гурт в жовтні 1997 року, керуючись власними інтересами. Замість нього, під час запису були задіяні сесійні ударники та драм-машини.

## Список композицій
Всі пісні написані Пітером Баком, Майком Міллзом та Майклом Стайпом, за винятком відзначених.
Перша сторона — «Up Side»
1. «Airportman» — 4:12
2. «Lotus» — 4:30
3. «Suspicion» — 5:36
4. «Hope» (Леонард Коен, Бак, Міллз, Стайп) 1 — 5:02
5. «At My Most Beautiful» — 3:35
6. «The Apologist» — 4:30
7. «Sad Professor» — 4:01
8. «You're in the Air» — 5:22

Друга сторона — «Down Side»
1. «Walk Unafraid» — 4:31
2. «Why Not Smile» — 4:03
3. «Daysleeper» — 3:40
4. «Diminished» — 6:01
5. • Включає в себе короткий уривок, під назвою «I'm Not Over You» (починається з 4:59). Стайп співає його і акомпанує собі на акустичній гітарі, після завершення основної пісні.
6. «Parakeet» — 4:09
7. «Falls to Climb» — 5:06

## Учасники запису
R.E.M.
- Пітер Бак — бас-гітара, гітара, клавішні, перкусія
- Майк Міллз — клавішні, гітара, бас-гітара, бек-вокал
- Майкл Стайп — вокал, гітара

Додаткові музиканти
- Барретт Мартін — ударні
- Скотт Маккогі — клавішні, ударні
- Джоуї Веронкер — ударні

Виробництво
- Найджел Ґодріч — звукоінженер
- Пет Маккарті — продюсування